# اندیس آهک صنعتی دم آب
آهک صنعتی دم آب یک اندیس مصالح ساختمانی است که در حوالی شهر شهرکرد استان چهارمحال و بختیاری قرار دارد و مادهٔ معدنی موجود در آن، سنگ آهک است.  